# Випрехт I фон Хелмщат
Випрехт (Вайпрехт) I фон Хелмщат (на немски: Wipertus (Weiprecht) I von Helmstatt; * ок. 1343; † 5 декември 1408) е рицар от благородническата фамилия Хелмщат, господар на Хелмщат, Бишофсхайм, Флинсбах и Бюгелбах.
Той е син на Рабан II фон Хелмщат († 11 март 1343) и съпругата му Аделхайд Рюд фон Коленберг-Бьодигхайм (* ок. 1318; † сл. 1358), дъщеря на Виперт Рюд фон Бьодигхайм. Внук е на Рабан I фон Хелмщат († 20 септември 1344) и правнук на Дитер II фон Хелмщат († сл. 1291). Праправнук е на Дитер I фон Хелмщат/фон Равенсбург († сл. 1234), син на Равен де Вимпина († сл. 1210).
Брат е на рицар Рабан фон Хелмщат († 1393), Анна фон Хелмщат († сл. 1374), омъжена за Фридрих фон Заксенхайм († 1356), и на сестра, омъжена за рицар Еберхард фон Ментцинген († сл. 1387).
Випрехт I фон Хелмщат е близък с крал Рупрехт и от 1401 г. съветник на син му Лудвиг III.
Баща е на Рабан фон Хелмщат, епископ на Шпайер (1396 – 1438) и архиепископ на Трир. Дядо е на Райнхард фон Хелмщат (1400 – 1456), епископ на Шпайер (1438 – 1456) и прадядо на Лудвиг фон Хелмщат († 1504), епископ на Шпайер (1478 – 1504).

## Фамилия
Випрехт I фон Хелмщат се жени ок. 1367 г. за Анна фон Найперг (* ок. 1345; † 1415). Те имат седем сина:
- Конрад фон Хелмщат († 6 януари 1392)
- Рабан фон Хелмщат (* пр. 1386; † 4 ноември 1439 в Шпайер), епископ на Шпайер (1396 – 1438) и архиепископ на Трир (1430 – 1439)
- Випертус (Вайпрехт) II фон Хелмщат († 25 април 1421), господар на Оберьовисхайм и Хилспах, женен ок. 1410 г. за Елизабет фон Хандшухсхайм (* ок. 1382; † 1430), дъщеря на рицар Хайнрих III фон Хандшухсхайм-Лауресхамензис († сл. 1418) и Гела фон Заксенхаузен († сл. 1383); имат шест деца
- Йохан (Ханс) фон Хелмщат (* ок. 1368; † 1422/1454), господар на Бишофсхайм и Грумбах, амтман на Лаутербург, женен ок. 1390 г. за Гуитгин/Гудехин Кнебел фон Катценелнбоген (* ок. 1369), дъщеря на Там/Даем Кнебел фон Катценелнбоген († 1410) и Кунигунда фон Ерлингхайм; имат осем деца; между тях Райнхард фон Хелмщат (1400 – 1456), епископ на Шпайер (1438 – 1456); и дядо на Лудвиг фон Хелмщат († 1504), епископ на Шпайер (1478 – 1504)
- Еберхард фон Хелмщат, женен за Кристина Ландшад фон Щайнах (* пр. 1388; † 1397), дъщеря на рицар Хайнрих Блигер (XII) Ландшад фон Щайнах († 1396) и Катарина фон Тан († 1383); имат дъщеря Петриса фон Хелмщат († сл. 1465)
- Райнхард фон Хелмщат († 1399), женен за Мия фон Зикинген († сл. 1351), дъщеря на рицар Ханс (Гьолер) фон Зикинген († 1377) и Метце Гроф фон Валдорф († сл. 1385); имат четири деца
- Райнхард фон Хелмщат († сл. 1399), женен за Анна фон Розенберг; имат дъщеря Анна фон Хелмщат († сл. 1416)